# Warramaba virgo
Warramaba virgo är en insektsart som först beskrevs av Kenneth Hedley Lewis Key 1963.  Warramaba virgo ingår i släktet Warramaba och familjen Morabidae. Inga underarter finns listade i Catalogue of Life.